# Colayrac-Saint-Cirq
Colayrac-Saint-Cirq è un comune francese di 2 958 abitanti situato nel dipartimento del Lot e Garonna nella regione della Nuova Aquitania.

## Società

### Evoluzione demografica
Abitanti censiti